# 根塚聖冴
根塚 聖冴（ねづか しょうご、1997年1月13日 - ）は、ジャパンラグビーリーグワン三重ホンダヒートに所属するラグビー選手。

## プロフィール
- 兵庫県尼崎市出身。
- ポジションはスクラムハーフ(SH)。
- 身長 163 cm、体重 72 kg
- 弟の洸雅もラグビー選手[1](現・クボタスピアーズ船橋・東京ベイ)。

## 略歴
2015年、京都成章高校卒業後、法政大学に入る。なお京都成章高校時代、高校日本代表候補に選ばれたことがある。
2019年、法政大学卒業後、Honda Heat(現・三重ホンダヒート)に加入。
2020年1月12日にジャパンラグビートップリーグ第1節リコーブラックラムズ戦に途中出場で公式戦初出場を果たす。